# Почеп (місто)
По́чеп (рос. Почеп), також Почіп — місто в Російській Федерації, адміністративний центр Почепського району Брянської області. 
Населення міста становило 17 105 осіб у 2008; 17 064 в 2002, 16,9 тис. 1989, 16,0 тис. в 1970, 14,5 тис. в 1959, 15,6 в 1939.

## Географія
Місто розташоване на річці Судость, правій притоці Десни, басейн Дніпра.

## Походження назви
Про походження назви міста Почепа серед дослідників нема сталої думки. Пов'язують ім'я міста з «почепівщиною» — митом, яке збиралося на відбудову краю за часів ВКЛ. Відомо, що Почеп виник, як литовська фортеця, разом з низкою інших фортець Північної Сіверщини, для захисту краю від московських нападів. Вважається, що Почеп став останнім за часом побудови цих фортець (Стародуба, Мглина, Трубчевська, Сівська, Радогоща і Попової Гори). Почеп нібито «зчіпляв» (або за місцевою говіркою «почіпляв») усю цю мережу фортець в єдине ціле. За народною етимологією назва Почепа пов'язана з татарськими набігами — татари «чіпляли» місцевих мешканців на гаки.

## Історія

Собор гетьмана Розумовського.

Місто відоме з кінця XV століття. Перша згадка в Литовській метриці під 1447. Протягом XVI–XVII століть місто було оборонною фортецею. Влітку 1535 польсько-литовське військо під командуванням гетьманів Радзивілла і Тарновського захопило залишки міста, спаленого самими московитськими військами. З 1618 року — в складі Великого Князівства Литовського, з 1654-го — Гетьманщини як частина Стародубського полку. У 1668 місто витримало понад місячну облогу московськими військами князя К. Щербатова під час московсько-української війни. В 1750 році Єлизавета Петрівна подарувала Почеп гетьману Кирилові Розумовському. 1771 року він збудував тут палац, собор та парк.

## Економіка
У місті працюють заводи консервний, хлібний, маслоробний, з виробництва пеньки, крохмально-патоковий, деревообробне підприємство та птахокомбінат.

## Об'єкт по знищеннюхімічної зброї
Об'єкт (до 1 березня 2006 - арсенал)  розташований в південно-західній частині Почепського району на видаленні 30 км від м. Почеп. 1 березня 2006 арсенал перейменований в 1204-й об'єкт по зберіганню і знищенню хімічної зброї. Технічна територія об'єкта, на якій зберігаються боєприпаси з отруйними речовинами, займає площу 331,1 га. На об'єкті зберігаються хімічні авіаційні бомби калібру 150, 250, 500 і 2000 кг, споряджені фосфорорганічними отруйними речовинами: зарін, зоман, отруйні речовини типу VX. Загальна кількість отруйних речовин - 7 498, 155 тонн, це майже 19% від загальної кількості отруйних речовин, що зберігаються на території Російської Федерації.
Створенням об'єкта та розробкою технології знищення хімічних боєприпасів керував українець, доктор хімічних наук, професор З. П. Пак.

## Видатні місця
- Воскресенський собор (1771), збудований гетьманом Розумовським, архітектор Антоніо Рінальді.

## Відомі люди
- Блантер Матвій Ісакович — радянський композитор;
- Вінський Григорій Степанович (1752 — після 1818) — український просвітник, письменник-мемуарист, перекладач;
- Погорільський Антоній (Перовський Олексій Олексійович) — російський письменник українофільського напряму, онук гетьмана Розумовського.